# Нова Малгара
Нова Малгара (грч. Νέα Μάλγαρα, Неа Малгара) је насељено место у општини Делта у периферији Средишња Македонија, Грчка. Према попису из 2021. године било је 2.218 становника. Налази се у непосредној близини села Јунџулар.
Нову Малгару су основали босанскохерцеговачки муслимани који су се населили 1909. године. Име је добила по две грчке породице пореклом из Малкаре (Малгара) у Источној Тракији, које су се доселиле 1913. године. Село је на попису из 1920. године имало 484 становника. Године 1924. муслиманско становништво је принудно исељено у Турску а на њихово место је насељено 243 грчких избегличких породица из Турске и 6 породица из Бугарске. На попису из 1928. година Нова Малгара је имала 1.348 становника.